# Fly with You!!
『Fly with You!!』（フライ・ウィズ・ユー）は、虹ヶ咲学園スクールアイドル同好会の5枚目のアルバム。2023年10月4日にLantisから発売された。

## 背景
前作『L!L!L! (Love the Life We Live)』から約2年ぶりのアルバムで、優木せつ菜役の楠木ともりが2023年3月31日を以て虹ヶ咲のメンバーから降板し、4月1日より林鼓子に交代になったため、新体制となってから初のアルバムとなる。

## 音楽性
前作と同様12人のソロ曲に加え、メンバー全員で歌唱しているアルバムタイトル曲「Fly with You!!」が収録されている今作は、ラブソングがコンセプトになっており、それに関連した投票企画として『ニジガクラブソング！あなたと一緒に決めたい♡ソロ衣装投票♪』が5月18日から5月28日まで実施された。
12曲目の「5201314」は、鐘嵐珠（法元明菜）のソロ楽曲となっており、タイトルは中国語で「ウーアーリンイーサンイースウ」（拼音：wǔ èr líng yī sān yī sì）と読み、意味は「一生愛してる」という暗号である。

## リリックビデオ
2023年9月19日に生放送番組『ラブライブ！虹ヶ咲学園スクールアイドル同好会生放送スクフェス2&ニジガクラブソング最新ニュースがてんこもり！にじちゃん情報局♪』にて、収録曲のリリックビデオの制作が発表され、10月4日から12月19日まで毎週1本ずつ公開された。
| 公開日         | 曲名                  | 歌唱                       | クリエイター | 動画                                                                |
| -------------- | --------------------- | -------------------------- | ------------ | ------------------------------------------------------------------- |
| 2023年10月4日  | 「Walking Dream」     | 上原歩夢（大西亜玖璃）     | もう石田     | Walking Dream / 上原歩夢(CV.大西亜玖璃) Lyric Video - YouTube       |
| 2023年10月11日 | 「背伸びしたって」    | 中須かすみ（相良茉優）     | しゃもじ     | 背伸びしたって / 中須かすみ(CV.相良茉優) Lyric Video - YouTube      |
| 2023年10月18日 | 「小悪魔LOVE♡」       | 桜坂しずく（前田佳織里）   | まきのせな   | 小悪魔LOVE♡ / 桜坂しずく (CV.前田佳織里) Lyric Video - YouTube      |
| 2023年10月25日 | 「My Shadow」         | 朝香果林（久保田未夢）     | おれお       | My Shadow / 朝香果林(CV.久保田未夢) Lyric Video - YouTube           |
| 2023年11月1日  | 「Request for U」     | 宮下愛（村上奈津実）       | 藍瀬まなみ   | Request for U / 宮下 愛(CV.村上奈津実) Lyric Video - YouTube        |
| 2023年11月12日 | 「Cooking with Love」 | 近江彼方（鬼頭明里）       | Palf         | Cooking with Love / 近江彼方(CV.鬼頭明里) Lyric Video - YouTube     |
| 2023年11月15日 | 「チェリーボム」      | 優木せつ菜（林鼓子）       | ししゃも     | チェリーボム / 優木せつ菜(CV.林 鼓子) Lyric Video - YouTube         |
| 2023年11月26日 | 「恋するSunflower」   | エマ・ヴェルデ（指出毬亜） | 紺色。       | 恋するSunflower / エマ・ヴェルデ(CV.指出毬亜) Lyric Video - YouTube |
| 2023年11月29日 | 「私はマグネット」    | 天王寺璃奈（田中ちえ美）   | Roly         | 私はマグネット / 天王寺璃奈(CV.田中ちえ美) Lyric Video - YouTube    |
| 2023年12月6日  | 「咬福論」            | 三船栞子（小泉萌香）       | SHIG         | 咬福論 / 三船栞子(CV.小泉萌香) Lyric Video - YouTube                |
| 2023年12月13日 | 「Lemonade」          | ミア・テイラー（内田秀）   | みず希       | Lemonade / ミア・テイラー(CV.内田 秀) Lyric Video - YouTube         |
| 2023年12月19日 | 「5201314」           | 鐘嵐珠（法元明菜）         | 黒れもん     | 5201314 / 鐘 嵐珠(CV.法元明菜) Lyric Video - YouTube                |

## リリース
2023年10月4日にLantisから、アクリルフォトフレームが同梱されている初回限定盤と通常盤の2形態でリリースされた。
2形態ともに初回生産特典として、『ラブライブ！虹ヶ咲学園スクールアイドル同好会 6th Live! I love You ⇆ You love Me 愛知公演』の二次先行抽選申込券とスマートフォンゲーム『ラブライブ！スクールアイドルフェスティバル2 MIRACLE LIVE!』で利用できるシリアルコードがそれぞれ封入されている。

## チャート成績
2023年10月16日付のオリコン週間アルバムランキングでは4位にランクインした。
2023年10月11日付のBillboard Japan Hot Albumsでは5位にランクインした。

## 収録曲
| #         | タイトル                                             | 作詞                       | 作曲                       | 編曲                       | 時間  |
| --------- | ---------------------------------------------------- | -------------------------- | -------------------------- | -------------------------- | ----- |
| 1.        | 「Walking Dream」(上原歩夢（大西亜玖璃）)            | miyakei                    | DAICHI Keisuke Koyama      | Keisuke Koyama             | 4:36  |
| 2.        | 「背伸びしたって」(中須かすみ（相良茉優）)           | Akira Sunset               | Akira Sunset 齋藤奏太      | 遠藤ナオキ                 | 4:36  |
| 3.        | 「小悪魔LOVE♡」(桜坂しずく（前田佳織里）)            | 中村歩 菊池博人            | 中村歩 菊池博人            | 中村歩 菊池博人            | 4:02  |
| 4.        | 「My Shadow」(朝香果林（久保田未夢）)                | Carlos K.                  | Yusei Koga Carlos K.       | Yusei Koga Carlos K.       | 4:02  |
| 5.        | 「Request for U」(宮下愛（村上奈津実）)              | 中村歩 菊池博人            | 中村歩 菊池博人            | 中村歩 菊池博人            | 4:13  |
| 6.        | 「Cooking with Love」(近江彼方（鬼頭明里）)          | miyakei                    | Em.me                      | Em.me                      | 3:51  |
| 7.        | 「チェリーボム」(優木せつ菜（林鼓子）)               | 鈴木エレカ                 | 鈴木エレカ oni             | oni                        | 3:51  |
| 8.        | 「恋するSunflower」(エマ・ヴェルデ（指出毬亜）)      | 岩野コウ 加藤優希 横田晃希 | 岩野コウ 加藤優希 横田晃希 | 岩野コウ 加藤優希 横田晃希 | 4:27  |
| 9.        | 「私はマグネット」(天王寺璃奈（田中ちえ美）)         | 鈴木エレカ                 | Luis Ogata                 | Luis Ogata                 | 3:53  |
| 10.       | 「咬福論」(三船栞子（小泉萌香）)                     | Ryota Saito                | Ryota Saito 吉村隆行       | 吉村隆行                   | 4:20  |
| 11.       | 「Lemonade」(ミア・テイラー（内田秀）)               | Konnie Aoki                | Carlos K.                  | Gustav Mared               | 3:58  |
| 12.       | 「5201314」(鐘嵐珠（法元明菜）)                      | チバニャン                 | チバニャン                 | チバニャン                 | 3:57  |
| 13.       | 「Fly with You!!」(虹ヶ咲学園スクールアイドル同好会) | Ayaka Miyake               | oni PASSiON KiNG           | oni PASSiON KiNG           | 4:34  |
| 合計時間: | 合計時間:                                            | 合計時間:                  | 合計時間:                  | 合計時間:                  | 54:20 |

### ユニットメンバー
1. 1 2 3 4  上原歩夢（大西亜玖璃）、中須かすみ（相良茉優）、桜坂しずく（前田佳織里）、朝香果林（久保田未夢）、宮下愛（村上奈津実）、近江彼方（鬼頭明里）、優木せつ菜（林鼓子）、エマ・ヴェルデ（指出毬亜）、天王寺璃奈（田中ちえ美）、三船栞子（小泉萌香）、ミア・テイラー（内田秀）、鐘嵐珠（法元明菜）